# Хикикомори
Хикикомори је поремећај понашања који се манифестује повученошћу, недостатком комуникације са најближима и губитком интересовања за посао и школу који траје дуже од шест месеци. Хикикомори је екстреман облик социјалне фобије која је доминантно присутна у животима милиона младих у Јапану, претежно младића (процењује се да су 70%, док неки извори наводе чак 90% хикикомори особе момци). Људи који пате од овог поремећаја понашања (обично у својим тинејџерским годинама), престају са школовањем, не раде, и углавном проводе време сурфујући на интернету. Хикикомори тинејџери се затварају у својим кућама, избегавају контакт чак и са блиским члановима породице. Њихова соба постаје нека врста „самостана“ или „тврђаве“. Чак и ради одласка у тоалет хикикомори не излазе из собе, или је то, веома ретко, једини разлог који их приморава да на кратко напусте свој „самостан-тврђаву“. Што се тиче исхране, зависни су од других особа и обично обедују оно што им родитељи оставе испред врата. Већина младих хикикомора нису ментално болесне особе, али њихова друштвена изолованост намеће потребу за интервенцијом од стране едукованих особа како би им њихова интервенција помогла да се врате свакодневном нормалном функционисању у друштву.
Према досадашњим истраживањима, овим поремећајем највише су погођени млади људи у Јапану, али је појава случајева хикикоморија откривена и у Шпанији, Француској, Италији, САД, Оману, Јужној Кореји.

## Дефиниција
Јапанско министарство здравља, рада и социјалног старања, које је доста дуго игнорисало проблем хикикоморија, овај поремећај понашања је 2003. године дефинисало као: 
Избегавање учешћа у друштву, укључујући и избегавање школе, обавезног образовања, учешћа у раду као радна снага на редовним и хонорарним пословима и избегавање дружења са другим особама ван куће; или генерално гледано, непрекидни боравак у својој кући у трајању од шест месеци или више, уз непрекидну бригу породице о њима.
Иако министарство хикикомори дефинише као непсихотички друштвени феномен, а не болест, а посебно не психијатријских поремећај, није неуобичајено да хикикомори укључује у себи и схизофренију и друге сличне поремећаје пре него што се дефинитивно постави дијагноза.
Америчко удружење психијатара у свом Дијагностичком и статистичком приручнику за менталне поремећаје (DSM IV), наводи да није познато психијатријско обољења од којег пате хикикомори.
Други истраживачи тврде за Аспергеров синдром и друге поремећаје описане у америчком (DSM IV) приручнику треба назвати „поремећај избегавања друштва“, јер се карактеришу потешкоћама у друштвеној интеракцији и ограниченим, стереотипним интересима и активностима. При томе за то не наводе ни један јасан доказ.
Мајкл Зилензајгер у својој књизи Shutting Out the Sun предлаже да се за хикикомори поремећај примени назив посттрауматски стресни поремећај (ПТСП). Он то објашњава специфичним елементима у јапанском размишљању, и зато по њему хикикомори није психијатријски већ друштвени поремећај. Такође је уочио да се хикикомори особе једноставно не уклапају у модерно доба, и живот у савременом Јапану, и да зато пате, јер се не могу вратити у прошла времена полуфеудалног Јапана, која су дубоко (можда и генетски) усађена у свест Јапанаца и њихову животну и културну традицију.
То потврђује и Болтон који каже „није тешко замислити савремене младе хикикоморе као испоснике и монаха из давно прошлог времена, заточене у својим домовима као у некој врсти самостана. “То чини хикикомори видљивијим и проблематичнијим”. Док Като додаје „да би један од разлога могао бити и велики притисак у школи и злостављање коме су неки ученици изложени.“

## Етиопатогенеза
Хикикомори као поремећај понашања највише је распрострањен у Јапану претежно код младића. Лични живот таквих особа карактерише;
- повучен начин живота или самоизолација у сопственој кући-стану,
- губитак интересовања и жеље за школом и радом, (први знаци изостајања из школе или изолација могу се појавити у узрасту од 12 година),
- трајањем поремећаја дуже од шест месеци,
- понекад манифестним агресивним понашањем према најближим особама, околини па и терапеуту, уколико они не прихватају или им не помажу у повучененом или самоизолационом начину живота.
- присуство предиспонирајућих фактора који претходе поремећају нпр; ружни догађаји у школи, као што су злостављање од стране наставника или ђака, неуспех на испитима или учењу, прекинута љубавна романса итд.

Болест није повезана са зависношћу од интернета или видео-игрица али она, према мишљењу професора Такахиро Катоа, „смањују потребу за директном комуникацијом са људима“, јер им омогућава да преко њих остваре индиректну комуникацију и испуне бројне сате слободног времена у изолацији.
Као Кудо у својим истраживањима, инсистира, да већина особа која пати од хикикоморија „нису ментални болесници, већ нормална људска бића, која само треба да стекну нормална људска искуства“
Водећи јапански хикикомори психијатар др Тамаки Саито сматра да узроке овог проблема треба тражити у јапанској историји, традицији и друштву и наводи неке од битних предуслова;
- Јапанска традиционална музика и поезија доста често славе племенитост самоће.
- Све до половине 19. века Јапан је био одсечен/изолован од спољњег Света скоро 200 година.
- Како су већина оболелих од хикикоморија мушкарци, и то често најстарији синови, Саито указује да је могући узрок хикикоморија и однос између мајки и њихових синова. Наиме у Јапану „мајке и синови често имају симбиотичку, међузависну везу. У тој вези мајке ће се бринути за своје синове све док они не напуне 30 или 40 година.“[10]

## Епидемиологија
Хикикомори, као нови друштвени феномен и „социјална болест“, наизглед јединствен само за Јапан, први пут је описана 2000. године, у бројним извештајима медија у Јапану и другим земљама Света.
Нови термин, хикикомори, за овај друштвени феномен савременог доба, сковао је јапански психолог Тамаки Саито који је поремећај описао као „потпуно нови узнемирујући тренд понашања и социјалне изолације (повлачења) међу јапанским младићима“.
Иако је овај поремећај у понашању примарно повезан са јапанском културом, случајеви хикикоморија откривени су и у Италији, Француској,. Оману, Шпанији, Италији, Јужној Кореји, где је у последњих 15 месеци (2011. и 2012) забележено тридесетак случајева код адолесцената старијих од 16 година, али и код одраслих особа старости од 25 до 30 година. Након спроведених истраживања Алан Тео, психијатар са Универзитета „Мичиген“ у Ан Арбуру, открио је, код прве особе мушког пола старости 30 година са симптомима хикикоморија, у САД, да је она изоловано живела у свом стану три године.
Једно истраживање недавно спроведено у Јапану открило је 264.000 случаја хикикоморија, на око 127 милиона становника колико данас живи у Јапану. Професор Такахиро Като, са Одсека за неуропсихијатрију Универзитета „Кјушу“, у својим истраживањима наводи „да од хикикоморија пати око 1,2 одсто Јапанаца. Према прогнозама Катоа у наредном периоду у Јапану треба очекивати још додатних 460.000 до 1.000.000 случајева или епидемију хикикоморија, што ће за ову земљу имати тешке социјално-економске последице.
Сличне податке наводи у својој статистици и Тамаки Саито. Он процењује да од 500.000 до 1,2 милиона мушкараца који пате од хикикомори феномена у Јапану, припада старосним групама од 14 до 20 година Овај податак Саита све више делује узнемирујуће на јапанску популацију. Према подацима пописа становништва Министарства јавног менаџмента Јапана, укупан број мушкарца између 14 и 20 година старости у Јапану је око 4,2 милиона. Што значи, да ако преко 1 милион појединаца узраста 14 до 20 година пати од хикикоморија, као и да 20 одсто свих мушкараца адолесцената у Јапану пати од хикикоморија, да се око 1 одсто становништва Јапана (127 милиона), самоизолује или повлачи од учешћа у активностима јапанских друштвене институција (школа, државних и приватних предузећа). Ови подаци недвосмислено говоре о томе колико је јапанско друштво, као целина, у страшној опасности од ове савремене пошасти у наредним деценијама 21. века.
Ситуација је још озбиљнија ако се узме у обзир да у Јапану има само 169 психијатара за младе, а први знакови изостајања из школе или изолација понекад се могу појавити у узрасту од 12 година.
Како се неки родитељи стиде детета са знацима хикикоморија они јако често толеришу и прикривају од околине такво понашање своје деце и оклевају да правовремено затраже стручну помоћ. Зато добар број случајева хикикоморија није регистрован, па изостаје и реална епидемиолошка слика учесталости овог друштвеног феномена.

## Терапија
Збрињавање хикикомори особа захтева правовремену реакцију породице и изузетно добру сарадњу родитеља са терапеутом.
Понављајуће кућне посете терапеута, уз сагласност породице, једини је начин да се, у сталном контакту са хикикомори особом, помогне тим младим људима у превазилажењу њиховог стања.
Међутим, када психијатар процени да је хоспитализација (болничко лечење) хикикомори особе неопходна, свака даља изолација у кући може бити контрапродуктивна (контраиндикована).
Такође, и поред на први поглед успешног лечења, симптоми хикикоморија могу се поново јавити после годину или две дана. То захтева да се овај облик социјалног повлачења третира кроз дужи временски период, јер се једино на тај начин спречава рецидив и пружа правовремена помоћ хикикомори адолесцентима да што је могуће пре изађу из патње и „пакла самоизолације“.

## Како хикикомори реагују на повратак у нормалан живот?
Јапанско искуство показује да је највећи број младих хикикоморија у стању да се безбедно врати у заједницу. Они који јако друго остану код куће развијају поремећаје понашања и морају бити под сталним надзором лекара до потпуне ресоцијализације. Неки хикикомори постају врло агресивни и почињу да нападају људе. Социјализација таквих особа мора да се обавља у затвору. Не треба заборавити и оне хикикоморе које на крају, свој животни пут као хикикомори, заврше самоубиством.